# Ovalspænde
Et ovalspænde (også kaldet skålspænde) er et dragtspænde af oval form. Det dukker op i den senere del af germansk jernalder og har sin hovedperiode i vikingetid. Det forsvinder omkring år 1000.

## Anvendelsen
Ovalspændet blev båret af kvinder. Fund har vist, at spændet i flere tilfælde har fastholdt flere lag af stof. På grundlag af blandt andet en sølvfigur fra Tuna, Alsike sogn i Uppland har man rekonstrueret den kvindedragt, som ovalspændet indgår i. Der er tale om en såkaldt selekjole. Denne selekjole, som er uden ærmer, har været åben fortil. Åbningen har været dækket af en slags forklæde. Ovalspænder formodes at have været anvendt til at forbinde en kappe med både selekjole og forklæde for at holde disse klædningsstykker fast over brysthøjde. I dragten indgik altid to ovalspænder, et i hver side. De har kunnet ses forfra og har udover deres praktiske funktion kunnet vise ejerindens status.

## Fremstillingen
Fremstillingen af ovalspændet er sket ved støbning. Processen menes at have været følgende:
1. først fremstilles en model for det færdige smykke;
2. dernæst påføres modellen en konisk tap (af træ eller voks) i den ene ende, hvor indhældning af smeltet metal skulle ske;
3. derefter laves en overkappe af ler, der dækker både model og tap. Lerkappen var ca. 1½ cm tyk og skulle laves med en sådan omhu, at hele modellens ornamentering blev kopieret nøjagtigt;
4. så fjernes modellen (når leret var tørt), og der skæres "styrehak" til at fastholde støbekappens to dele;
5. dernæst skulle underkappen laves. Dette skete ved, at der blev indlagt et stykke stof af samme tykkelse som den, det endelige smykke skulle have. Derefter sattes tappen tilbage i indhældningstaphullet. Så påførtes leret til underkappen med samme omhyggelighed som ved overkappen. Især blev der lagt vægt på, at underkappen også fik ler ned i de to "styrehak";
6. når underkappen var tør, blev den forsigtigt taget af, og tøjstykke og tap blev fjernet;
7. overkappe og underkappe blev nu sat omhyggeligt sammen igen, og støbeformen var nu klar til brug;
8. bronzen blev smeltet, hvilket skete i en digel, som blev anbragt i et mindre bål af glødende trækul, som blev holdt i gang ved hjælp af en blæsebælg og som nåede op på 1000-1200°C.;
9. når bronzen var smeltet, blev den hældt ind i støbeformen via taphullet;
10. når bronzen var afkølet, kunne smykket tages ud. Tappen blev brækket af, smykket fik en sidste afpudsning og var klar til brug.

Formodentlig har støbeformen ikke kunnet genanvendes.
Arkæologiske udgravninger har vist, at ovalsmykker af såkaldt "berdaltype" (fra ældre vikingetid) er blevet støbt i Ribe. De er fundet udbredt i hele Danmark inklusive Bornholm, Hertugdømmet Slesvig, Norge (Oslo og langs vestkysten), Øland, i Mälaren og i Småland.